# 新羅大学校
新羅大学校（シルラだいがっこう、英称: Silla University）は、釜山市沙上区新羅大学道100に本部を置く大韓民国の私立大学である。1964年に設置された。

## 歴史
新羅大学校は、当時釜山地域で成功を収めた経済人、朴英沢が私財を投じて財団法人朴英学院を設立したことから始まる。朴は日本統治時代から朝鮮戦争を経る中で国運を繋ぐためには人材養成が至急であると判断し、特に女性教育のため弘益人間と博愛育英を掲げた教育事業を始めた。設立の認可が下りた1週間後、朴英沢は財団の理事長に就任する。
朴英学院が設立した翌年の1956年、釜山地域で最初の女子高等教育機関である釜山女子大塾が開校される。また、1964年には朴英学院は財団法人から学校法人に変更される。
朴英学院は新羅大学校の前身である釜山女子初級大学の設立認可を受ける。初級大学は現在の専門大学と同じ2年制の短期大学であり、当時、釜山地域で初級大学としても唯一の女性高等教育機関であった。釜山女子初級大学は家庭科、保育科国文科、英文科、観光科の5つの学科を置き、初代学長は金洪斗であった。また、開校の翌年には放送新聞科と商科の増設が認可され、総7学科となった。1969年に4年制大学の釜山女子大学に昇格した。また、1968年に釜山市東萊区に富一女子中学校を開講した。富一女子中学校は後に新羅中学校と名称を変え釜山女子大学に師範系列学科が新設された以後は釜山女子大学の附設中学校の機能を一部遂行することになった。
1969年、大学の本館が完工した。以後、大学が1994年、白陽キャンパスに移転するまで25年余り使用され、移転後、旧本館は一時蓮堤区庁として使用された。1988年、釜山市沙上区掛法洞に新キャンパス建設を着工した。1992年、釜山女子大学は釜山女子大学校に名称を変更した。更に、1998年、男女共学として名称を再び変更、現在の新羅大学校となった。

## 組織

### 学部
- 人文社会科学大学
  - 国語国文学科　日本語日本文学科　英語英文学科　史学科　哲学科　法警察学部　保険行政学部　国際関係学科　中国学科　社会福祉学科　家族・老人福祉学科　文献情報学科　地理学科
- 商経大学
  - 経営学科　経営情報学科　観光広報学科　財務会計学科　国際観光経営学科　ホテル・観光イベント経営学科　経済学科　貿易学科
- 医生命科学大学
  - 看護学科　物理治療学科　製薬工学科　生物工学科　食品栄養学科　バイオ食品素材学科　体育学部
- 工科大学
  - 建築学部　電子工学科　自動車機械工学科　電子材料工学科　環境工学科　エネルギー応用化学科
- IT・デザイン大学
  - コンピュータ情報工学部　IT学科　室内デザイン学科　ファッション産業学部　産業デザイン学科　コミュニケーションデザイン学部　貴金属・宝石デザイン学科
- 師範大学
  - 教育学科　幼児教育科　国語教育科　日本語教育科　英語教育科　歴史教育科　数学教育科　コンピュータ教育科
- 芸術大学
  - 音楽学科　美術学科　工芸学科　舞踊学科
- 教養課程大学
  - 共通

### 大学院
- 一般大学院
  - 修士課程
    - 韓国語文学科　英語英文学科　日本語日本文学科　史学科　記録管理学科　法学科　行政学科　国際地域学科　社会福祉学科　家族学科　経営学科　観光経営学科　観光広報学科　貿易学科　会計学科　経済学科　生物科学科　食品栄養学科　化学科　衣類学科　コンピュータ情報工学科　環境工学科　建築学科　環境製品デザイン学科　電子工学科　自動車機械工学科　生命工学科　音楽学科　美術学科　体育学科　舞踊学科　デザイン学科　文化芸術経営学科

  - 博士課程
    - 韓国語文学科　英語英文学科　日本語日本文学科　法学科　行政学科　国際地域学科　社会福祉学科　家族学科　経営学科　通商経済学科　教育学科　幼児教育学科　バイオ科学科　衣類学科　コンピュータ情報工学科　環境生命工学科　先端工学科　新技術システム応用工学科　体育学科　文化芸術経営学科
- 教育大学院
  - 国語教育専攻　英語教育専攻　日本語教育専攻　コンピュータ教育専攻　相談心理専攻　図書館教育専攻　教育行政専攻　幼児教育専攻　数学教育専攻　体育教育専攻　英陽教育専攻
- 社会福祉大学院
  - 女性学科　社会福祉学科　家族相談学科
- 教育研修院